# Colonnella
Colonnella (Culənnellə in dialetto locale) è un comune italiano di 3 710 abitanti della provincia di Teramo in Abruzzo, facente parte della unione dei comuni Città Territorio-Val Vibrata.

## Geografia fisica
Nel Dizionario Geografico ragionato del Regno di Napoli di Lorenzo Giustiniani, pubblicato nel 1797, viene così descritta: "Colonnella, terra in Abruzzo Ultra, in provincia di Teramo, in diocesi di Campli. Ella si appartiene allo Stato di Atri, che è Regno, vedesi in alta collina, distante dal mare due miglia, e diciotto dalla città di Teramo. L'aria che vi si respira è molto salubre e gode di un orizzonte sorprendente, dominando gran parte dello Stato Pontificio. In quelle vicinanze vi fu la città di Truento, eretta dai Liburni, con 50 torri".
Il territorio di Colonnella è situato nella Val Vibrata. A nord confina con il comune marchigiano di Monteprandone, ad est con il comune di Martinsicuro, a sud con Alba Adriatica e ad ovest con i comuni di Controguerra e Corropoli.
Nella classificazione sismica della protezione civile è identificato come Zona 3, cioè zona a sismicità bassa, mentre nella classificazione climatica è contrassegnato come Zona D.
Il territorio di Colonnella è suddiviso in nove contrade: il Centro capoluogo, Civita, Giardino, Riomoro, San Giovanni, San Martino, Sant'Angelo, Vallecupa e Vibrata. A queste si aggiunge la piccola contrada Isola, che prende il nome da un'isola oggi scomparsa nel vecchio letto del fiume Tronto; nel 1930, a seguito di interventi idraulici di sistemazione dell'alveo, è stata "tagliata fuori" dal resto del territorio comunale ed oggi si estende completamente sul lato marchigiano del fiume.

## Storia

### Epoca antica e romana
Nel territorio di Colonnella sorgeva anticamente la città liburnica di Truentum, descritta da Plinio il Vecchio nella sua Naturalis historia e collocata dagli studiosi sull'attuale Colle della Civita. Ma tracce archeologiche del periodo romano sono sparse su tutto il territorio di Colonnella e tra di esse sicuramente le meglio conservate sono le antiche cisterne romane.

### Medioevo
Con la caduta dell'Impero romano d'Occidente, l'Abruzzo teramano passò sotto il controllo degli Ostrogoti; durante la Guerra gotica, che li vide scontrarsi con l'Impero bizantino per il controllo dell'Italia, l'antica Truentum nel 537-538 subì le devastazioni delle truppe bizantine di Giovanni il Sanguinario. Dopo pochi decenni, intorno al 580, la città ed il suo porto vennero nuovamente sconvolti dall'arrivo dei Longobardi. Gli scampati della città, ormai definitivamente abbandonata, ricostruirono poco più in alto, sulla collina dell'attuale frazione della Civita, un insediamento chiamato "Civitas Tomacchiara" e, presso la foce del Tronto, "Torri a Tronto". Tuttavia le incursioni e l'insicurezza di quei tempi bui spinsero le popolazioni dei due villaggi sempre più nell'entroterra e, spianando la più alta delle colline circostanti, queste fondarono l'attuale insediamento del capoluogo. Colonnella è sorta quindi dall'incastellamento di queste due popolazioni, che mantennero la divisione in due diverse parrocchie: quella di San Biagio, anticamente occupante la parte più orientale dell'insediamento, e quella dei Santi Cipriano e Giustina, l'unica oggi sopravvissuta.
Colonnella venne così inclusa dai Longobardi nel gastaldato, poi contea, di Aprutium, suddivisioni amministrative del Ducato di Spoleto. A questo lungo periodo risalgono le prime citazioni documentarie del paese: nel Chronicon farfense, una raccolta di atti e documenti dell'abbazia di Farfa che vanno dall'anno 705 al 1100 circa, compaiono infatti i toponimi Curtem S. Maria in "Columnelle" e Curtem de "Columelli", citati in documenti datati dal 936 al 962.
Dal 1009 i Normanni iniziarono a sbarcare sulle coste della Puglia, formalmente dominio bizantino, conquistando rapidamente la Sicilia e tutto il meridione. Arrivati in Abruzzo, per dissidi tra i capi condottieri ed anche a causa della scomunica loro inflitta da Gregorio VII, l'avanzata delle truppe di Roberto il Guiscardo si bloccò sul Tronto, includendo così Colonnella nel Regno di Sicilia e segnando un confine che sarebbe rimasto immutato fino al 1861.
Nel Catalogus baronum del 1167-1168 viene citata come feudo tenuto a fornire due militi, appartenente a due baroni normanni che da esso prenderanno il nome, Guglielmo Colonnellus e suo fratello Giacomo.
Sotto il dominio degli Angioini nel 1279, Colonnella venne data in feudo ad Amelio de Agoto Courban, insieme a Nereto, Gabiano, Torri a Tronto e Montorio a mare. Inoltre, da un censimento di tutti i feudatari del giustizierato d'Abruzzo Ultra, ordinato da re Carlo I d'Angiò, risultavano beneficiari di diritti feudali Jacopo e Guiglielmo Cacciaguerra (feudatario anche di Controguerra, che da questa famiglia probabilmente prende il nome), Rainalduccio di Guiglielmo di Fano e Francesco di Berardo. In un capitolare dello stesso re Carlo I del 1282, nel quale si identificano i punti strategici ed i passi ai confini del Regno, Colonnella viene designata come "Passo", ovvero posto fisso di dogana, nella provincia "Ultra flumen Piscaria". Carlo III di Napoli, per punire il barone Amelio de Agoto III per l'appoggio al suo rivale Luigi I d'Angiò, gli confiscò Colonnella e gli altri suoi feudi a favore della Corona, per poi venderli nel 1385 al libero comune di Ascoli per 14.000 ducati d'oro. Colonnella rimarrà così sotto il dominio ascolano per circa 150 anni.

### Rinascimento
Sotto il regno di Carlo V, a causa dell'appoggio concesso da Ascoli alle truppe francesi di Lautrec, nel 1529 Colonnella torna definitivamente al Regno di Napoli e viene concessa per 200 ducati al barone spagnolo Benedetto Ordoño de Rosales; il barone riuscì a mantenere il dominio sul feudo nonostante i tentativi diplomatici degli Ascolani, fino a quando, ormai vecchio, venne trucidato dai briganti nel suo palazzo nell'anno 1583. In questo periodo crebbe l'importanza del paese come baluardo del confine con lo Stato della Chiesa, come testimoniano il torrione e l'annessa casa doganale (oggi in territorio martinsicurese) costruite nel 1547. Nonostante il ritorno al Regno, dal punto di vista ecclesiastico Colonnella apparteneva ancora alla Diocesi di Fermo, per venire poi aggregata da Sisto V, nel 1571, alla neocostituita Diocesi di Ripatransone.
In questo periodo imperversavano, tra il Regno e la Marca, bande di fuorilegge, tanto potenti da attaccare e conquistare interi castelli. I viceré spagnoli reagirono imponendo taglie ed ordinando a tutte le università di arruolare ed armare milizie civiche per battere a tappeto il territorio. Oltre alle famose bande del Curtieto e dello Sciarra, a cavallo tra i due stati ne operava una costituita da soli colonnellesi guidati dal nobile decaduto Giulio Cesare Rosales. Costui era fratello del Signore di Colonnella e venne quindi indultato nel 1582 per intercessione del Duca di Atri. Ma l'anno successivo, quando il brigante colonnellese Forte Di Maulo, suo compagno, venne catturato dai papalini, il Rosales riunì la sua banda ed assalì presso Civitella i miliziani che stavano consegnando il Di Maulo alle autorità spagnole. Messo così nuovamente al bando con una taglia di mille ducati sulla testa, venne infine catturato e giustiziato in Ascoli nel 1588.
Nel 1602, Colonnella fu venduta dal genero del barone Rosales ad Andrea Matteo Acquaviva, Duca di Atri e Principe di Caserta.
Nel 1640 fu nuovamente venduta per 23.131 ducati a Diana di Capua, ma già pochi anni dopo tornò agli Acquaviva che, acquistando molti altri paesi della Val Vibrata, amplieranno il potente Ducato di Atri.

### Epoca moderna
Con l'estinzione del casato degli Acquaviva, nel 1775 i feudi del ducato passarono allo Stato allodiale di Atri, ovvero sotto il diretto controllo della Corona. Alla fine del ‘700 anche il Regno di Napoli fu scosso dalle idee della Rivoluzione francese; dal 18 giugno 1796 il sistema fortificato sul Tronto, imperniato su Civitella e del quale Colonnella era punto nevralgico, venne rafforzato per resistere all'avanzata delle truppe francesi. Travolte le difese, queste occuparono la Val Vibrata, ma nel dicembre del 1796 scoppiò fulminea, a Colonnella, la rivolta della popolazione; il ponte di barche sul Tronto venne distrutto e con vere e proprie operazioni di guerriglia vennero tese imboscate ed i soldati francesi furono catturati e seviziati. Con l'arrivo, però, della colonna francese del generale Planta, Colonnella venne riassoggettata e terribilmente saccheggiata; per rappresaglia la sede dell'Università (il Comune nell'ordinamento del Regno di Napoli) fu incendiata, con la perdita dell'archivio pubblico.
Nel 1806 Ferdinando IV fuggì in Sicilia ed i francesi conquistarono Teramo e la fortezza di Civitella del Tronto. Napoleone insediò suo fratello Giuseppe Bonaparte prima e suo cognato Gioacchino Murat poi sul trono di Napoli; quest'ultimo emanò subito una serie di riforme volte a modernizzare lo stato: il 2 agosto 1806 vennero abolite le Università ed anche Colonnella divenne così un Comune, governato ora da una giunta di Decurioni, di età non inferiore a 21 anni, estratti a sorte tra i possidenti del paese, i quali eleggevano il Sindaco.
Il movimento di resistenza all'invasore fu messo su da bande di cosiddetti briganti, che guidati dai fratelli Ciammarichella avevano costituito un gruppo di rivoltosi detto gli “insorgenti”. Questi sostenitori del Re di Borbone in esilio contro i “Francesi giacobini” corruppero quattro guardie civiche, che lasciarono aperte le porte del borgo; fecero così irruzione a Colonnella, a quel tempo amministrata dal Sindaco Giuseppe Castagna, e la saccheggiarono abbandonandosi ad eccidi e vendette. Riavutesi dalla sorpresa, nei giorni seguenti le autorità comunali ed i militari si attivarono in una spietata caccia ai briganti, inseguendo i briganti nella vicina Corropoli ed in tutta la Val Vibrata fino a ricacciare i superstiti sulle montagne del teramano e del vicino ascolano.
Tra le bande che imperversavano in quel periodo si ricordano quella dello Sciabolone, del Piceno, la banda dei fratelli Ciammarichella e la banda di Nicomì, già garzone dei Ciammarichella. Tra i molti briganti che operavano nel territorio di Colonnella, sono pervenuti i seguenti nomi: Sante Sgaliffa, Pietro Cesarini, Francesco Di Giuseppe, Giuseppe e Vincenzo Paolucci, Emidio Pecoraro, Ventura Piccioni, Giacomo e Giovanni Pistoferri, Claudio, Lorenzo e Vincenzo Di Saverio, Gioacchino Silimperi.
Dopo il Congresso di Vienna Colonnella ritornò all'interno del regno borbonico e amministrativamente venne inclusa nell'Abruzzo Ulteriore Primo, corrispondente all'odierna Provincia di Teramo fino al fiume Pescara, e seguì le sorti del Regno, fino allo sbarco di Garibaldi in Sicilia e la conseguente conquista di Napoli, avvenuta l'8 settembre 1860. Partecipò al plebiscito del 21 ottobre 1860, che proponeva l'annessione al Regno d'Italia e che si concluse per la Provincia di Teramo con 15.113 “si” e soli 165 “no”.

### Dall'Unità d'Italia ad Oggi
(Ennio Flaiano)
L'11 ottobre 1861 il Sindaco Giuseppe Marzi e la Giunta, composta dagli assessori Filippo Castagna, Michele Crescenzi, Achille Castagna e Giovanni Barnabei, deliberarono: "Considerando che la solenne rimembranza del Plebiscito dei 21 ottobre 1860, avvenuto in ciascun comune di queste province meridionali, deve essere solennizzata con ogni pompa, così questa Giunta delibera che sia celebrata una festa civile in questo Comune nel dì 21 corrente, anniversario dei voto popolare per l'Unità d'Italia sotto lo scettro dell'immortale Vittorio Emanuele".
Al primo censimento del neonato Regno d'Italia, la popolazione di Colonnella ammontava a 3.809 abitanti, dei quali 55 erano elettori. Il Comune nel 1862 affrontò il secolare problema della viabilità sul Tronto, avviando la progettazione e la costruzione di un ponte in muratura in sostituzione del “ponte a battelli”. Si curò l'istruzione pubblica nel capoluogo e nelle frazioni. Si adeguarono in senso moderno le strade per Controguerra, Martinsicuro e Tortoreto. Si cominciò ad affrontare il problema del rifornimento idrico. Nel contesto dell'opera di risanamento del centro storico, nel 1867 venne demolita la vecchia chiesa di San Leopardo, situata in Largo Palazzo, trasferendo definitivamente i servizi religiosi nella chiesa parrocchiale dei Santi Cipriano e Giustina. Nel centro storico si provvide alla realizzazione della cosiddetta "Strada nuova", ovvero l'attuale via Belvedere, che permise un comodo accesso alla piazza principale del paese. Allo stesso periodo (1873) risale il primo sistema di illuminazione pubblica a petrolio, sostituito da uno a gas nel 1900 ed infine da uno elettrico nel 1913.
Nel 1911 a Colonnella venne fondata da Primo Bruno Volpi la Rivista Adriatica. Nel nuovo secolo continuò l'opera di modernizzazione, soprattutto grazie al sindaco Massimo Cincolà, vero artefice dell'attuale assetto urbanistico di Colonnella. Un nuovo slancio nella realizzazione delle opere pubbliche si ebbe con il podestà Francesco Franchi. A lui si devono il monumento ai caduti in piazza Garibaldi (1936), con i nomi dei 76 caduti del primo conflitto mondiale e dei 51 del secondo, e la nuova scuola elementare (1938), entrambi inaugurati alla presenza di Pietro Badoglio. Tra le altre cose, Cincolà affrontò anche il problema dello stemma del comune e nella relativa delibera del 27 novembre 1930 affermava: "Il nostro Comune da tempo immemorabile fa uso di uno stemma rappresentato da uno scudo avente in basso due ramoscelli di alloro incrociati e nel mezzo una colonna sorgente su tre punte raffiguranti i tre colli (Civita, centro abitato, colle Marzio) e sul colle Civita sorgeva l'antica città di Truentum distrutta nel 565 dai Bizantini guidati da Giovanni, nipote di Bellisario e inviato nel Piceno a combattere i Goti e distruggere le città loro amiche; riteniamo, in mancanza di documenti probatori in possesso di questo municipio, per essere stato l'archivio comunale distrutto nella invasione francese dei 1809, che l'uso antico del suddetto stemma ne sanziona la legittimità dell'assunzione e del possesso".
Il paese patì le distruzioni della Seconda guerra mondiale, soprattutto nella frazione di Martinsicuro, che subì ripetuti bombardamenti dei due ponti sul Tronto, con perdite tra i civili. I colonnellesi caduti servendo la Patria furono invece 54: 30 militari del Regio Esercito (di cui 5 Reali Carabinieri), 20 della Regia Marina, 1 della Regia Aeronautica, 2 Camicie Nere della Milizia Volontaria per la Sicurezza Nazionale e 1 dell'Esercito Nazionale Repubblicano. Addirittura tre marinai colonnellesi, imbarcati sullo stesso incrociatore leggero Da Barbiano, trovarono la morte insieme nell'affondamento della nave il 13 dicembre del 1941.
Con la proclamazione della Repubblica e le prime elezioni a suffragio universale, nel 1946 le sinistre conquistarono il potere. Negli anni del boom economico, il rapido sviluppo demografico ed economico della frazione di Martinsicuro inasprì la rivalità con il capoluogo. Quando il numero degli abitanti di Martinsicuro superò quello del capoluogo, la situazione degenerò, sfociando in tafferugli durante le sedute del consiglio comunale. Infatti la maggioranza consiliare del Comune era ormai detenuta dai rappresentanti della frazione e si iniziò ad ipotizzare lo spostamento della sede comunale nella frazione ed addirittura il cambiamento del nome del Comune. La popolazione del capoluogo si mobilitò e, attenendosi alle leggi in vigore, chiese la divisione territoriale, che ottenne nel 1963; Martinsicuro e Villa Rosa vennero staccate da Colonnella per formare il Comune di Martinsicuro.

### Simboli
Lo stemma e il gonfalone del comune di Colonnella sono stati concessi con decreto del presidente della Repubblica del 26 aprile 1981.
Il gonfalone è un drappo di bianco.

## Monumenti e luoghi d'interesse

### Architetture religiose

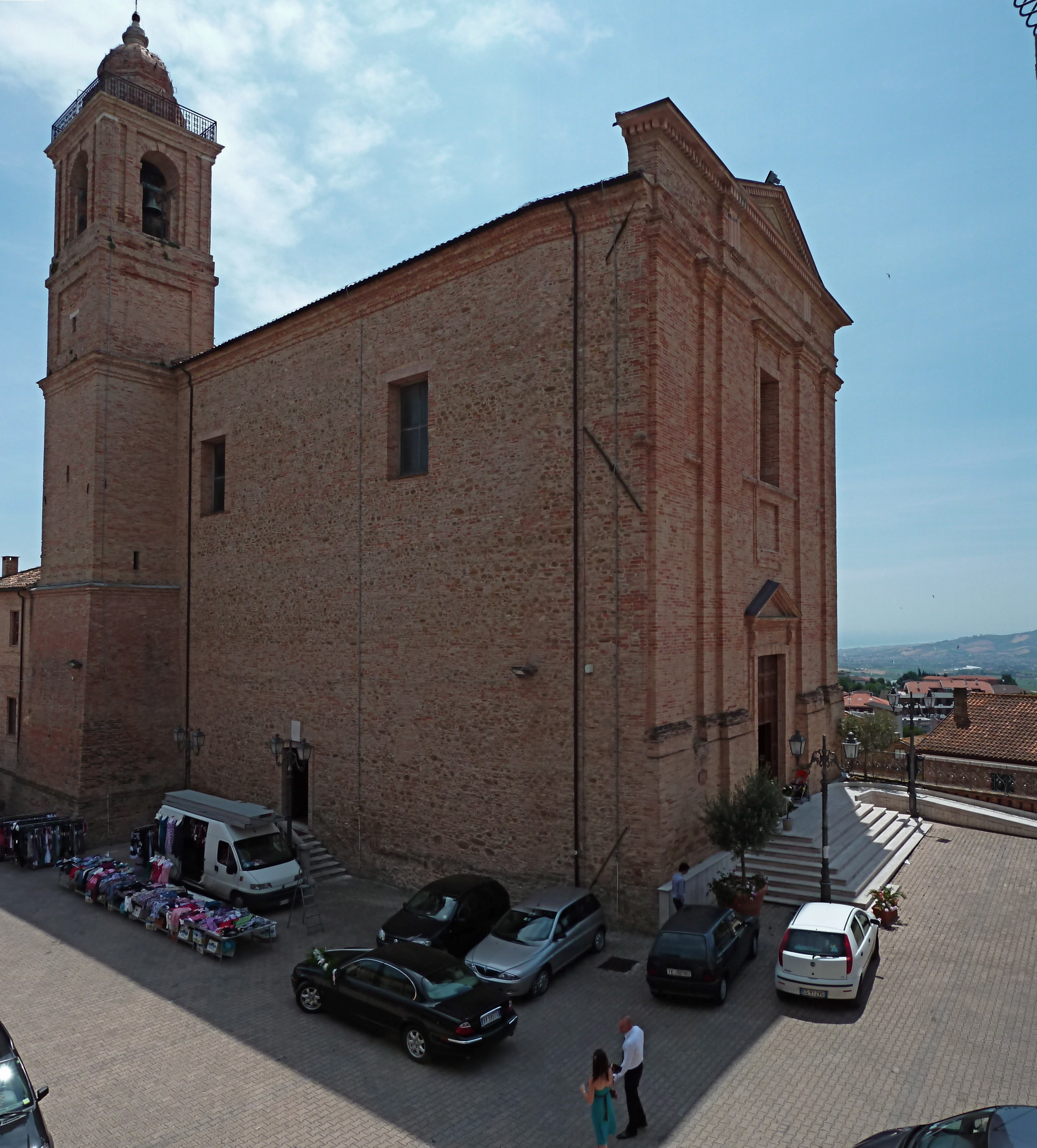
Chiesa di San Cipriano

- Chiesa dei Santi Cipriano e Giustina: la costruzione della chiesa iniziò nel 1795 per opera dell'architetto svizzero Pietro Maggi e conclusa, dopo la morte di questo, da suo figlio Gaetano nel 1816. Per la posizione, affacciata su Piazza del Popolo, e per la sua mole spicca sul lato sud del centro storico. Realizzata in laterizio, nella facciata è caratterizzata dalle possenti paraste e da una robusta trabeazione. Sul portone principale si apre un finestrone con una leggera cornice. La cella campanaria del robusto campanile è composta da paraste binate nella parte centrale, con aperture ad arco a tutto sesto, ed è sormontata da una piccola cupola ottagonale. All'interno, nelle nicchie laterali sono esposte sul lato destro le statue di San Biagio e di Sant'Antonio da Padova mentre sul lato sinistro quelle di San Vincenzo Ferreri e di San Michele Arcangelo, patrono del paese. L'altare laterale di sinistra ospita la statua di San Giuseppe, mentre quello laterale destro ospita la pregevole statua seicentesca della Madonna del Suffragio, di fattura napoletana. Da alcuni particolari, quali ad esempio gli angeli ai piedi della Madonna, si deduce che essa rappresenta in verità una Madonna Assunta, ma al momento del leggendario arrivo della statua a Colonnella, ad essa fu imposto il titolo del suffragio, la cui venerazione nella comunità era di molto posteriore e connessa con l'antico quadro tuttora conservato. Infatti la chiesa aveva altri due altari laterali, demoliti negli anni Trenta, in luogo dei quali sono posizionati a sinistra il suddetto quadro, mentre a destra è posizionata una bella tela con l'Adorazione del Ss. Sacramento del pittore ortonese Tommaso Alessandrino, datata 1627. Del 1833 è invece il pregevole organo a 27 canne di stagno, tastiera cromatica di 56 note e pedaliera cromatica da 18 note, realizzato dai maestri lancianesi Quirico e Gaetano Gennari, restaurato da Felice e Carlo Burroni di Osimo.
- Chiesa di San Giovanni Battista: nell'omonima contrada lungo la strada provinciale 1, realizzata nel 1977, fu voluta dall'allora sindaco Guido Iustini e costruita su terreno donato dalla famiglia Volpi.

### Architetture civili
- Torre dell'Orologio: della torre in laterizio non si hanno notizie storiche; probabilmente faceva parte del sistema difensivo del capoluogo. Il primitivo orologio fu sostituito nel 1837 per delega del decurionato da Filippo Volpi e Giovanni Marzi. Poiché il suono era troppo debole e non raggiungeva le campagne, nel 1868 le due campane vennero rifuse, insieme a quelle della chiesa, aggiungendo 150 libre di nuovo metallo, per ottenere una campana delle ore più grande e potente; come campana dei quarti fu invece installata quella della chiesa di San Leopardo, demolita l'anno precedente. Una nuova macchina fu acquistata nel 1875. La torre fu restaurata nel 1964, mentre la macchina a contrappesi venne sostituita con una elettrica nel 1970. La secolare macchina è tuttora conservata nella torre.
- Casa Comunale: il progetto del nuovo decurionato, approntato dall'ing. Cocchia, risale al 1841. Per la costruzione vennero inizialmente stanziati 1000 ducati delle Due Sicilie; i lavori si protrassero per altri due decenni e richiesero, per il compimento, un secondo stanziamento di altri 4250 ducati nel 1863. Attualmente è in attesa di restauro, mentre il municipio si è spostato nelle vecchie scuole elementari di via Roma.
- Lapide a Giordano Bruno: è posta sulla facciata della Casa Municipale. Fu apposta nel 1914 per volontà del sindaco Massimo Cincolà. Opera dello scultore colonnellese Ermanno Natali, allievo di Cesare Mariani e di Ettore Ferrari[16], riporta il seguente testo: "Questa immagine di Giordano Bruno arso vivo in Roma il XVII febbraio MDC ammonisca i retrivi che il passato non ritorna. Ricordi ai giovani che la storia, glorificando il gran martire nolano, ha registrato a caratteri indelebili il misfatto perpetrato dai feroci propugnatori del dogma papale. La democrazia colonnellese. I marzo MCMXIV."[17]
- La Scalinata: costituisce l'elemento più caratteristico dell'architettura del paese e simbolo per eccellenza di Colonnella. Essa unisce via Roma, all'altezza dell'antico lavatoio, con Piazza del Popolo. La parte superiore, tra la piazza e via Indipendenza, venne realizzata nel 1923 dall'ingegnere Lino De Cecco. Tra le due rampe è posizionata una fontana ed il quasi secolare leccio[18], uno degli alberi che il Duce fece piantare in tutti i comuni italiani in occasione della morte del fratello Arnaldo Mussolini. Il complesso che unisce invece via Indipendenza, piazza Garibaldi e via Roma fu realizzato tra il 1932 ed il 1933.
- Monumento ai Caduti: posto al centro di piazza Garibaldi, venne inaugurato l'8 dicembre 1936 dal Maresciallo d'Italia Pietro Badoglio. La struttura marmorea fu progettata dall'ingegnere Emidio Fiore di Teramo; il gruppo bronzeo è opera dello scultore Antonio Mazzota. Sui lati del monumento furono poste le lapidi con i nomi dei caduti della Grande Guerra, prima collocati nella nicchia su via dello Statuto; dopo la guerra fu aggiunta una terza lapide con i caduti della seconda guerra mondiale.
- Palazzo Volpi: questo palazzo settecentesco, sito in Largo Palazzo (che da esso prende nome), è situato nel punto più alto del paese e sorge sull'antica cinta muraria del capoluogo; visibile da tutte le direttrici d'accesso al paese, è proprietà della famiglia Volpi-Catenacci. Al suo interno, tra gli arredi d'epoca, è ancora conservato il letto che ospitò Sua Maestà Ferdinando II delle Due Sicilie la notte del 23 luglio 1832 durante la sua visita nella provincia.
- Palazzo Marzi: terminato nel 1796, la sua mole sovrasta Piazza del Popolo.
- Palazzo Pardi: risalente al XVIII secolo, la sua facciata, che dà su Piazza del Popolo, è diventata uno dei simboli del comune. Di proprietà comunale, in attesa di restauro ospita durante l'anno varie mostre ed iniziative culturali.
- Palazzo Grilli: ottocentesco, situato in Piazza Campo Fiera.
- Villa Catenacci, in contrada Riomoro, con annessa chiesetta.
- Villa Ricci, in contrada Vibrata.
- Cimitero Vecchio: cimitero borbonico, in uso fino al 1960 quando l'amministrazione Tommolini procedette alla realizzazione dei nuovi cimiteri di Colonnella, Martinsicuro e Villa Rosa; è attualmente in attesa di restauro.
- Antico lavatoio: situato alla base della scalinata, è una struttura risalente alla fine dell'800,
- Fonte Vecchia: situata in contrada Giardino, il nucleo originario è di epoca romana, ipotesi avvalorata dai resti affioranti nelle vicinanze. L'acqua viene intercettata da un cunicolo sorgivo che si inoltra nel fianco della collina per oltre 30 metri. Il complesso fungeva da lavatoio pubblico ed era direttamente raggiungibile dal paese attraverso una strada che scendeva dall'antico sottopasso di fronte al palazzetto Barnabei. L'ultimo restauro risale al 1987.
- Fonte Ottone: situata in contrada San Martino, lungo l'omonimo fosso, non è più visibile in quanto coperta da vegetazione. Anche questa fonte è di origine romana, come confermano i resti archeologici nelle vicinanze.
- Cisterna romana "Cincolà": sul colle Pianaccio (contrada San Martino), affiora per 1,70 metri, è larga 5,90 metri e lunga 6,50 metri. Da fori circolari sul piano superiore si accede all'interno, diviso in due vani rettangolari con volta a botte. La cisterna è ottimamente conservata ed addirittura in uso fino a qualche decina di anni fa.
- Cisterna romana "Ricci": si trova presso l'omonima villa in Contrada Vibrata. A differenza della precedente, essa è completamente interrata e posizionata in modo da raccogliere l'acqua piovana. Si accede al vano di 4 metri per 3 attraverso un foro irregolare sulla parte est. Ottimamente conservata, sulla copertura era possibile, fino a pochi anni fa, osservare resti di pavimentazione in opus spicatum.
- Piazza Novelli: realizzata nel 1997, costituisce il centro di aggregazione delle contrade San Giovanni e Vallecupa.
- le pinciaje: sul territorio comunale è possibile rintracciare circa 20 pinciaje, abitazioni in terra cruda tipiche dell'Abruzzo adriatico e delle Marche. Alcune sono state recentemente restaurate ed altre sono ancora usate come locali di servizio e rimesse agricole.

## Società

### Evoluzione demografica preunitaria
Dal Catalogus baronum, primo censimento del Regno di Napoli voluto dai Normanni, risulta che il feudo di Colonnella era tenuto a fornire al Re due militi; poiché ogni villaggio doveva equipaggiare e mantenere un armigero (con il suo seguito) ogni 24 fuochi, si deduce che all'epoca il paese contasse circa 220 abitanti. Furono poi gli Aragonesi ad introdurre sistematici rilevamenti demografici per fini fiscali. Sono quindi disponibili i seguenti dati:
- anno 1167: fuochi 48 ovvero 220 abitanti circa;
- anno 1532: fuochi 124 ovvero 560 abitanti circa;
- anno 1545: fuochi 167 ovvero 750 abitanti circa;
- anno 1561: fuochi 200 ovvero 900 abitanti circa;
- anno 1595: fuochi 171 ovvero 770 abitanti circa;
- anno 1648: fuochi 170 ovvero 765 abitanti circa;
- anno 1699: fuochi 146 ovvero 660 abitanti circa;
- anno 1797: 1.350 abitanti[21];
- anno 1809: 1.605 abitanti[22]
- anno 1823: 1.436 abitanti[23]
- anno 1829: 2.642 abitanti[24]
- anno 1830: 2.686 abitanti[25]

### Evoluzione demografica postunitaria
Abitanti censiti

### Tradizioni e folclore
- ultima domenica di febbraio: desta di San Gabriele dell'Addolorata. Come in tutto l'Abruzzo, la devozione a questo santo è molto sentita ed in suo onore si svolge una processione[27], nella quale le reliquie del santo e la sua statua vengono portate in processione dalla Confraternita di Maria Santissima del Suffragio.
- 8 maggio: San Michele Arcangelo, festa patronale.
- 2ª domenica di luglio: Festa di Maria Santissima del Suffragio - Festa dei Manoppi: è da tempo immemore la festa religiosa in assoluto più sentita dalla popolazione colonnellese. Nella mattinata, accompagnata dall'esplosione di mortai, la banda musicale ed i gruppi folcloristici in costume accompagnano le "carrate": si tratta di antichi carri agricoli, trainati da buoi bianchi, sui quali sono riprodotte varie sculture a tema sacro, interamente realizzate con i manocchi, fasci di spighe di grano[28]. Questa tradizione, riconducibile agli ancestrali riti di ringraziamento dopo il raccolto, nasce dall'usanza dei grandi proprietari terrieri del paese (i Volpi, i Barnabei, i Catenacci, i Crescenzi, i Flaiani) di contribuire in natura alle necessità della festa e della parrocchia. Dopo la solenne messa nella chiesa madre, si svolge la caratteristica processione, nella quale i membri della Confraternita di Maria Santissima del Suffragio, fondata nel 1740, portano in spalla il grande trono dorato con la statua della Vergine[29]. Nel pomeriggio ha luogo la rievocazione della trebbiatura storica, durante la quale vengono trebbiati i manocchi delle carrate.

## Infrastrutture e trasporti

### Strade
- Autostrada A14,  Val Vibrata

## Amministrazione
| Periodo        | Periodo        | Primo cittadino      | Partito                                      | Carica  | Note          |
| -------------- | -------------- | -------------------- | -------------------------------------------- | ------- | ------------- |
| 6 giugno 1993  | 13 maggio 2001 | Augusto Di Stanislao | Lista civica di centro-sinistra - PDS poi DS | Sindaco | [ 30 ] [ 31 ] |
| 14 maggio 2001 | 15 maggio 2011 | Marco Iustini        | Lista civica di centro-sinistra              | Sindaco | [ 32 ] [ 33 ] |
| 16 maggio 2011 | 3 ottobre 2021 | Leandro Pollastrelli | Lista civica Città sostenibile               | Sindaco | [ 34 ] [ 35 ] |
| 4 ottobre 2021 | in carica      | Biagio Massi         | Lista civica Per Colonnella                  | Sindaco | [ 36 ]        |